# Da Berlino l'apocalisse
Da Berlino l'apocalisse è un film del 1967 diretto da Mario Maffei.

## Trama
Julien Saint Dominique, agente del servizio di controspionaggio francese a Berlino, indaga sul rapimento di un funzionario portato dai comunisti tedeschi nella Germania dell'Est.

## Produzione
Come aiuto regista figurano Enzo G. Castellari e Claude Vital.